# Delta Motorsport
Delta Motorsport is een Engels chassisfabrikant uit Silverstone, Northamptonshire. Het is opgericht in 1972 door Ian Rowley. Ze maken de race auto's voor de Grand Prix Masters en voor het Champ Car team RuSport, ook maakt het bedrijf 'Microcabs'  en speciale vrachtwagens. Heden ten dage houden ze zich bezig met ultra-zuinige auto's en lichtgewicht vrachtwagens.